# 8917 Tianjindaxue
A 8917 Tianjindaxue (ideiglenes jelöléssel (8917) 1996 EU2) egy kisbolygó a Naprendszerben. A Beijing Schmidt CCD Asteroid Program keretében fedezték fel 1996. március 9-én.